# Fann Wong

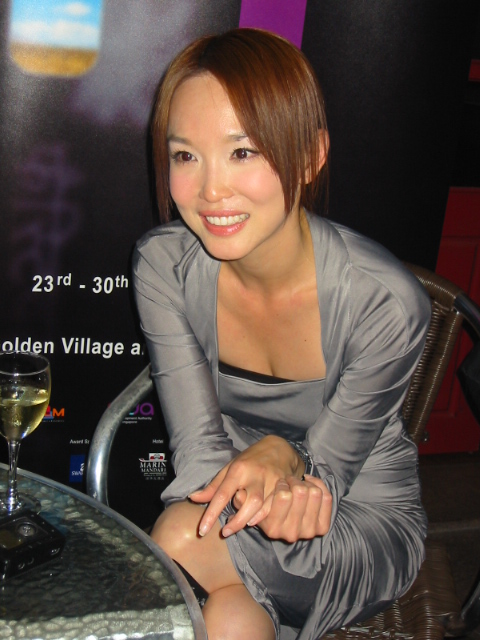
Fann Wong

Fann Woon Fong (* 27. Januar 1971 in Singapur) ist eine singapurische Schauspielerin, Sängerin und Model. Bekannt ist sie unter ihrem Künstlernamen Fann Wong.
Bei den Singapur Star Awards 1995 war Fann die erste Schauspielerin, die sowohl in der Kategorie „Beste Darstellerin“ als auch als „Bester Newcomer“ einen Award gewinnen konnte. Nachdem sie weitere regionale Ausscheidungen gewinnen konnte und durch Film- und Fernsehproduktionen Bekanntheit erlangt hatte, war sie die erste Schauspielerin aus Singapur, die in Hollywood Karriere machen konnte. So spielte sie im Jahre 2003 die „Chon Lin“ im Film Shanghai Knights neben Jackie Chan und Owen Wilson.

## Leben und Karriere
Fann Wong gehört mit ihrer Familie zur Volksgruppe der Hakka, sie hat eine ältere Schwester und einen jüngeren Bruder und Schwester. Sie besuchte die Temasek Secondary School, wo sie 1987 ihre GCE ‘O’ Level Prüfung ablegte und die La Salle college of the Arts School. Schon während ihrer Grundschulzeit betätigte sie sich als Schauspielerin und war in mehreren Kindersendungen der Singapore Broadcasting Corporation zu sehen. Im Alter von 16 Jahren, gewann sie einen Schönheitswettbewerb der Modezeitschrift „Her World“. Daraufhin begann für sie eine erfolgreiche Karriere als Model in Singapur. Später erwarb sie ein Diplom in Mode-Merchandising der LIFS.
Ihren Künstlernamen verdankt sie einem Druckfehler in einem Modemagazin. Er besteht aus ihrem Familiennamen „Fann“ und dem ihrer Mutter „Wong“. Sie erklärt es folgendermaßen.

“One day, when I was about 18, my picture appeared on a magazine cover and they misspelled my name as ‘Fann Wong’. I was really upset and threw a tantrum and demanded that the magazine publish an apology in the next issue.“ She stormed home and threw the offending magazine on the table to show her mother. Before she could lament, her mother, Wong Siew Toy, saw the name and said delightedly: „Woon Fong, it is so sweet of you to do this! I am so happy you went to such lengths for me.”

„Eines Tages, als ich etwa 18 war, erschien mein Bild auf einem Magazin-Cover und sie hatten meinen Namen als ‘Fann Wong’ angegeben. Ich habe mich wirklich sehr darüber aufgeregt, hatte einen Wutanfall und forderte, dass das Magazin in der nächsten Ausgabe eine Entschuldigung veröffentlichen solle.“ Sie stürmte nach Hause und warf das Magazin auf den Tisch, um es ihrer Mutter zu zeigen. Bevor sie anfangen konnte sich zu beklagen, sah ihre Mutter, Wong Siew Toy, den Namen und sagte erfreut: „Woon Fong, es ist so süß von dir, dies zu tun! Ich bin so froh, dass du das für mich getan hast.“

Im Jahr 1993 ging Fann nach Taiwan. Ihren ersten Erfolg hatte sie in einem Werbespot für „Oil of Ulan“ (Oil of Olaz), der im Südosten von Asien ausgestrahlt wurde. Im folgenden Jahr wurde sie von einem TV-Produzenten aus Singapur entdeckt und wurde von diesem in der Drama-Serie Dreams Come True eingesetzt. Fann bekam daraufhin weitere Hauptrollen in den Fernsehserien The Challenger und Chronicle of Life.
Fann ist des Weiteren als Sängerin tätig und hat seit 1996 mehrere Alben veröffentlicht.
Privatleben
Fann ist seit dem 16. Mai 2009 mit dem malaysischen Schauspieler Christopher Lee Meng Soon verheiratet.

## Filmografie (Auswahl)
- 1994: Dreams Come True (Mei meng cheng zhen, Fernsehserie)
- 1994: The Challenger (Yong zhe wu ju, Fernsehserie)
- 1995: Chronicle of Life (Yuan jin jin sheng, Fernsehserie)
- 1995: Fatal Memory (Xue an mi qing)
- 1995: The Morning Express (Yang guang lie che, Fernsehserie)
- 1995: Sparks of Life (Sheng ming huo hua, Fernsehserie)
- 1995: Somewhere in Time (Zai shi qing yuan)
- 1995: The Golden Pillow (Jin zhen tou, Fernsehserie)
- 1996: The Unbroken Cycle (Jie lian huan, Fernsehserie)
- 1996: A Romance in Shanghai (Xin Shanghai jiaqi, Fernsehserie)
- 1996: Wild Orchids (Zai jian ying guang lan, Fernsehserie)
- 1996: Brave New World (Xin ah lang, Fernsehserie)
- 1997: The Matchmaker’s Match (Si dian jin)
- 1997: The Accidental Hero (Liu mang ying xiong)
- 1998: Return of the Condor Heroes (Shen diao xia lü, Fernsehserie)
- 1998: Myths and Legends of Singapore (Shi le po chuan shuo, Fernsehserie)
- 1998: Fann Wong’s Music Love Story (Kurzfilm)
- 1999: Out to Win (Bu bu wei ying, Fernsehserie)
- 1999: The Truth About Jane and Sam (Zhen xin hua)
- 2000: When I Fall in Love… with Both (Yüeliang de mimi)
- 2000: The Legendary Swordsman (Xiao ao jiang hu, Fernsehserie)
- 2000: Looking for Stars (Xing suo, Fernsehserie)
- 2001: 175 Degrees Colour-Blindness: Self Destruction (Ziti hui mie)
- 2001: Heroes in Black (Wo lai ye, Fernsehserie)
- 2001: Legend of the Snake Spirits (Qing she yu bai she, Fernsehserie)
- 2001: The Hotel (Da jiu dian, Fernsehserie)
- 2001–: At Home with… Fann Wong (Fernsehserie)
- 2002: Brotherhood (You qing you yi, Fernsehserie)
- 2003: Shanghai Knights
- 2003: Moon Fairy (Ben yüe, Fernsehserie)
- 2003: Always on My Mind (Wu yan de ai, Fernsehserie)
- 2004: I Love Zhong Wu Yan (Qixuan wang yu Zhong Wu Yan, Fernsehserie)
- 2005: Beautiful Illusions (Jing zhong ren, Fernsehserie)
- 2005: Dragon Eye Congee: A Dream of Love (Long yan zhou, Fernsehserie)
- 2005: Barbara Wood – Das Haus der Harmonie
- 2006: Fu lu shou san xing bao xi (Fernsehserie)
- 2006: Zodiac: The Race Begins (Sheng xiao chuan qi, Stimme)
- 2008: Dance of the Dragon

## Auszeichnungen und Preise (Auswahl)
1995
- Best Newcomer Award bei den Singapur Star Awards
- Best Actress Award bei den Singapur Star Awards

1995 und 1996
- jeweils einen  Top 5 Most Popular Female Artistes Award bei den Singapur Star Awards

1997 bis 2003
- jeweils einen Top 10 Most Popular Female Artistes Award bei den Singapur Star Awards

1998
- Taiwan’s Most Popular MediaCorp Female Artiste

1999
- The Truth About Jane & Sam

2000
- Malaysia’s Most Popular Female Artiste in Star Awards 2000
- Special Achievement Award in Star Awards 2000
- When I Fall In Love … With Both
- Stage a concert in the Singapore Indoor Stadium 2000
- Nominated for Best Newcomer in Hongkong Film Awards 2000

2001
- Presenter to Taiwan’s prestigious Golden Horse Awards 2001

2003
- Winner of the Singapore Fashion Awards 2003 Celebrity Style Award. Nominiert für den Yahoo! Singaporean of the Year Award 2003
- Nominated for Best Fight in MTV Movie Awards 2003 (Shanghai Knights)

2004
- Best International Actress Award in Singapore Street Festival 2004[2]

## Diskografie
Alben
- 1996: Fanntasy
- 1997: I Live Alone
- 1998: Shopping
- 1999: Missing You
- 2000: No Problem
- 2005: In Love With You

Singles
- 1999: Private Number
- 1999: Moments Of Magic
- 2000: My Story In Concert Commemorative CD

Lieder auf Kompilationen
- 1995: TCS ALL STAR Compilation: 如何对你说
- 1996: GEMS: 真爱宣言
- 2000: Morning Express IV: 月亮的秘密
- 2001: Morning Express V: 我相信, 我来也匆匆去也匆匆
- 2002: Morning Express VI: 分享
- 2007: Celebrating 25 Years Of Chinese Drama Collector’s Edition: 我相信, 豪情笑江湖, Stay, 分享, 如何对你说, 我来也匆匆去也匆匆, LUV LUV LUV, 真爱宣言